# Twin Peaks (banda sonora)
Music from Twin Peaks es un álbum de banda sonora por el compositor estadounidense Angelo Badalamenti. Fue publicado el 11 de septiembre de 1990 por Warner Bros. Records y es la banda sonora oficial de la serie de televisión Twin Peaks (1990–1991).

## Antecedentes
El cocreador de la serie, David Lynch, produjo el álbum junto con Badalamenti y escribió la letra de varias canciones, incluido el tema musical de la serie «Falling».
Tras su lanzamiento, Music from Twin Peaks se colocó en varias listas internacionales, incluidos el top 10 en Noruega, Suecia, Australia y los Países Bajos, y «Twin Peaks Theme» recibió el premio a la Mejor Interpretación Instrumental Pop en la 33.ª edición de los Premios Grammy.

## Recepción de la crítica
El crítico de AllMusic, Brian Mansfield, comentó: “La música de Twin Peaks es oscura, empalagosa y obsesiva – y una de las mejores bandas sonoras jamás escritas para la televisión”.

### Galardones
| Publicación   | Lista                                        | Posición | Ref.  |
| ------------- | -------------------------------------------- | -------- | ----- |
| Fact Magazine | Los 100 mejores álbumes de la década de 1990 | 10       | [ 5 ] |

## Lista de canciones
Toda la música compuesta por Angelo Badalamenti. 
| N.º | Título                                      | Letras      | Duración |  |
| 1.  | «Twin Peaks Theme» (instrumental)           |             | 5:10     |  |
| 2.  | «Laura Palmer's Theme» (instrumental)       |             | 4:52     |  |
| 3.  | «Audrey's Dance» (instrumental)             |             | 5:18     |  |
| 4.  | «The Nightingale» (voz de Julee Cruise)     | David Lynch | 4:56     |  |
| 5.  | «Freshly Squeezed» (instrumental)           |             | 3:49     |  |
| 6.  | «The Bookhouse Boys» (instrumental)         |             | 3:30     |  |
| 7.  | «Into the Night» (voz de Julee Cruise)      | Lynch       | 4:44     |  |
| 8.  | «Night Life in Twin Peaks» (instrumental)   |             | 3:27     |  |
| 9.  | «Dance of the Dream Man» (instrumental)     |             | 3:42     |  |
| 10. | «Love Theme from Twin Peaks» (instrumental) |             | 5:04     |  |
| 11. | «Falling» (voz de Julee Cruise)             | Lynch       | 5:22     |  |

## Posicionamiento

### Gráfica semanal
| Gráfica (1990–91)                         | Pico de posición |
| ----------------------------------------- | ---------------- |
| Alemania (Offizielle Top 100)             | 17               |
| Australia (ARIA Charts)                   | 1                |
| Austria (Ö3 Austria Top 40)               | 14               |
| Canadá (RPM Top Albums/CDs)               | 18               |
| Dinamarca (Hitlisten)                     | 4                |
| España (PROMUSICAE)                       | 3                |
| Estados Unidos (Billboard 200)            | 22               |
| Estados Unidos (Billboard New Age Albums) | 16               |
| Europa (European Top 100 Albums)          | 11               |
| Finlandia (Suomen virallinen lista)       | 2                |
| Grecia (IFPI Greece)                      | 10               |
| Italia (Musica e dischi)                  | 5                |
| Noruega (VG-lista)                        | 2                |
| Nueva Zelanda (Recorded Music NZ)         | 13               |
| Países Bajos (Album Top 100)              | 5                |
| Portugal (AFP)                            | 2                |
| Reino Unido (UK Albums Chart)             | 27               |
| Suecia (Sverigetopplistan)                | 2                |

### Gráfica de fin de año
| Gráfica (1990)              | Pico de posición |
| --------------------------- | ---------------- |
| Canadá (RPM Top Albums/CDs) | 82               |

| Gráfica (1991)                   | Pico de posición |
| -------------------------------- | ---------------- |
| Australia (ARIA Charts)          | 15               |
| Europa (European Top 100 Albums) | 39               |
| Países Bajos (Album Top 100)     | 41               |

## Certificaciones y ventas
| País                          | Certificación | Ventas  |
| ----------------------------- | ------------- | ------- |
| Australia (ARIA)              | Platino       | 70,000  |
| Canadá (Music Canada)         | Oro           | 50,000  |
| España (PROMUSICAE)           | Platino       | 100,000 |
| Estados Unidos (RIAA)         | Oro           | 500,000 |
| Finlandia (Musiikkituottajat) | Oro           | 28,316  |
| Francia (SNEP)                | Oro           | 100,000 |
| Países Bajos (NVPI)           | Oro           | 50,000  |
| Reino Unido (BPI)             | Oro           | 100,000 |
| Suecia (GLF)                  | Oro           | 50,000  |